# Opiorfina
L'opiorfina è un oppioide endogeno presente nella saliva umana.
Le prime ricerche effettuate sui topi, che possiedono nella saliva una sostanza simile all'opiorfina, hanno mostrato che il suo potere antidolorifico è maggiore rispetto alla morfina.
L'opiorfina presente nella saliva umana e nei topi ha mostrato un'efficacia paragonabile alla morfina, e contro il dolore di essere 6 volte più potente.

## Struttura
L'opiorfina è un polipeptide formato da 5 amminoacidi: Gln-Arg-Phe-Ser-Arg.
Essa prende origine dalla regione N-terminale della proteina NP_067048.4 detta proteina PROL1-proline rich lacrimal 1, il cui gene si trova sul cromosoma 4 alla locazione 4q13.3.
La PROL1 è una proteina che ha una sequenza di 248 aminoacidi, all'interno della quale si trova la opiorfina (i cinque aminoacidi QRFSR).

## Meccanismo d'azione
Agisce inibendo l'azione di degradazione dell'encefalina, altro oppioide endogeno, nel midollo spinale, da parte delle proteasi: Neprilisina, Alanina Aminopeptidasi e forse anche la DPP3 (ossia la Dipeptidil-peptidasi 3).
Inoltre l'opiorfina può esercitare un potere antidepressivo.
Scoperta nel 2006 dai ricercatori dell'Istituto Pasteur di Parigi, l'opiorfina sarebbe il più potente antidolorifico conosciuto, col vantaggio rispetto agli oppiacei di non presentare effetti collaterali quali dipendenza (fino alla perdita di coscienza o alla morte in caso di sovradosaggio), e tolleranza in seguito a un uso prolungato.

## Applicazioni Terapeutiche
Eventuali applicazioni a livello terapeutico richiedono la modificazione della struttura dell'opiorfina in modo tale da renderla più resistente alla degradazione intestinale e permetterne il passaggio attraverso la Barriera Emato-Encefalica (BEE) .
Di contro, la opiorfina è una sostanza idrofila e ad alto peso molecolare.
Bisogna considerare la capacità intrinseca a formare legami con le proteine plasmatiche che impediscono il passaggio a livello del SNC; il grado di ionizzazione (pH) – perché i farmaci ionizzati non penetrano nel SNC – e il coefficiente di ripartizione lipidi/acqua. Farmaci con un coefficiente di ripartizione elevato, ossia liposolubili e con un peso molecolare inferiore ai 400- 500 u, sono in grado di attraversare le membrane e riescono a penetrare nel SNC per diffusione passiva semplice; quelli a coefficiente
di ripartizione basso riescono a penetrare nel SNC solo mediante
trasporto mediato da carrier.
La molecola di opiorfina non contiene alogeni (fluoro e cloro), comunemente utilizzati per ottimizzare le proprietà del farmaci e presenti in vari farmaci antipsicotici veicolati a livello cerebrale.